# گریگوری ورمیشن
گریگوری کریستافوروویچ ورمیشن (ارمنی: Գրիգորի Խրիստաֆորովիչ Վերմիշև؛  زادهٔ ۷ ژوئیهٔ ۱۸۹۴ - درگذشته ۷ اکتبر ۱۹۷۳)، نویسنده و فعال اجتماعی نثرنویس اهل ارمنستان بود.

## زندگی‌نامه
وی در ۷ ژوئیهٔ ۱۸۹۴ در تفلیس به دنیا آمد و در سال ۱۹۱۶ از دانشگاه فنی معدن فرایبرگ فارغ‌التحصیل گشت و در بین سال‌های ۱۹۱۶ تا ۱۹۱۷ در دانشگاه نظامی مهندسی-فنی تحصیل نمود. سدا ورمیشیوا از آشنایان وی بود. وی در ۷ اکتبر ۱۹۷۳ در سن ۷۹ سالگی در اورجونیکیدزه درگذشت. 